# Катофорит
Катофорит — мінерал, гідроксилалюмосилікат заліза, кальцію, магнію, натрію і калію з групи амфіболів.

## Загальний опис
Лужний амфібол ланцюжкової будови, збагачений алюмінієм.
Хімічна формула: 1. За К.Фреєм: NaCaNa(Mg, Fe2+)4(Al, Fe3+) (Si7AlO22)(OH)2.
2. За Є.Лазаренко: Na2CaFe42+(Fe3+Al)[(OH, F)2Si7AlO22].
Містить (%): Na2О — 3,79; CaO — 7,91; FeO — 23,21; Fe2O3 — 11,41; Al2O3 — 8,5; SiO2 — 37,51; H2O — 2,65; F — 0,14.
Домішки: К2О, MnO2, TiO2, MgO.
Сингонія моноклінна.
Утворює невеликі зерна.
Густина 3,2-3,5.
Твердість 5.
Колір рожево-червоний, червоно-бурий, синювато-чорний.
Зустрічається в лужних базальтах, часто в асоціації з арфведсонітом, егірином та енігматитом. Рідкісний. Відомі знахідки в Норвегії, США, Танзанії, Кенії. В Україні виявлений у маріуполітах Приазов'я.

## Різновиди
Розрізняють:
- катофорит калімагніїстий (рихтерит каліїстий);
- катофорит магніїстий (відміна катофориту, яка містить 14,79 % MgO).